# 2011-es fedett pályás atlétikai Európa-bajnokság
A 2011-es fedett pályás atlétikai Európa-bajnokságot Párizsban, Franciaországban rendezték március 4. és március 6. között. Ez volt a 31. fedett pályás atlétikai Eb. A férfiaknál és a nőknél is 13–13 versenyszám volt.

## A magyar sportolók eredményei
Magyarország az Európa-bajnokságon 5 sportolóval képviseltette magát.

## Éremtáblázat
(A táblázatban a rendező nemzet eltérő háttérszínnel kiemelve.)
| Helyezés | Nemzet           | Arany | Ezüst | Bronz | Összesen |
| 1.       | Franciaország    | 5     | 5     | 2     | 12       |
| 2.       | Oroszország      | 5     | 2     | 5     | 12       |
| 3.       | Németország      | 3     | 4     | 3     | 10       |
| 4.       | Nagy-Britannia   | 3     | 4     | 2     | 9        |
| 5.       | Lengyelország    | 2     | 2     | 1     | 5        |
| 6.       | Csehország       | 2     | 1     | 1     | 4        |
| 7.       | Olaszország      | 2     | 1     | 0     | 3        |
| 8.       | Spanyolország    | 1     | 2     | 1     | 4        |
| 9.       | Portugália       | 1     | 1     | 0     | 2        |
| 9.       | Ukrajna          | 1     | 1     | 0     | 2        |
| 11.      | Fehéroroszország | 1     | 0     | 0     | 1        |
| 12.      | Azerbajdzsán     | 0     | 1     | 1     | 2        |
| 12.      | Törökország      | 0     | 1     | 1     | 2        |
| 14.      | Litvánia         | 0     | 1     | 0     | 1        |
| 15.      | Belgium          | 0     | 0     | 2     | 2        |
| 15.      | Norvégia         | 0     | 0     | 2     | 2        |
| 17.      | Dánia            | 0     | 0     | 1     | 1        |
| 17.      | Hollandia        | 0     | 0     | 1     | 1        |
| 17.      | Románia          | 0     | 0     | 1     | 1        |
| 17.      | Szlovákia        | 0     | 0     | 1     | 1        |
| 17.      | Svédország       | 0     | 0     | 1     | 1        |
| Összesen | Összesen         | 26    | 26    | 26    | 78       |

## Érmesek
- WR – világrekord
- CR – Európa-bajnoki rekord
- AR – kontinens rekord
- NR – országos rekord
- PB – egyéni rekord
- WL – az adott évben aktuálisan a világ legjobb eredménye
- SB – az adott évben aktuálisan az egyéni legjobb eredmény

### Férfi
| Versenyszám     | Arany                                                              | Arany         | Ezüst                                                              | Ezüst      | Bronz                                                                 | Bronz    |
| --------------- | ------------------------------------------------------------------ | ------------- | ------------------------------------------------------------------ | ---------- | --------------------------------------------------------------------- | -------- |
| 60 m            | Francis Obikwelu · Portugália                                      | 6,53 NR EL    | Dwain Chambers · Nagy-Britannia                                    | 6,54 SB    | Christophe Lemaitre · Franciaország                                   | 6,58     |
| 400 m           | Leslie Djhone · Franciaország                                      | 45,54 NR EL   | Thomas Schneider · Németország                                     | 46,42      | Richard Buck · Nagy-Britannia                                         | 46,62    |
| 800 m           | Adam Kszczot · Lengyelország                                       | 1:47,87       | Marcin Lewandowski · Lengyelország                                 | 1:48,23    | Kevin López · Spanyolország                                           | 1:48,35  |
| 1500 m          | Manuel Olmedo · Spanyolország                                      | 3:41,03 SB    | Kemal Koyuncu · Törökország                                        | 3:41,18 NR | Bartosz Nowicki · Lengyelország                                       | 3:41,48  |
| 3000 m          | Mo Farah · Nagy-Britannia                                          | 7:53,00       | Hayle Ibrahimov · Azerbajdzsán                                     | 7:53,32    | Halil Akkas · Törökország                                             | 7:54,19  |
| 60 m gát        | Petr Svoboda · Csehország                                          | 7,49          | Garfield Darien · Franciaország                                    | 7,56 =PB   | Adrien Deghelt · Belgium                                              | 7,57 PB  |
| 4 × 400 m váltó | FRA · Marc Macedot · Leslie Djhone · Mamoudou Hanne · Yoan Décimus | 3:06,17 NR    | GBR · Nigel Levine · Nick Leavey · Richard Strachan · Richard Buck | 3:06,46    | BEL · Jonathan Borlée · Antoine Gillet · Nils Duerinck · Kévin Borlée | 3:06,57  |
| Magasugrás      | Ivan Uhov · Oroszország                                            | 2,38 =WL      | Jaroslav Bába · Csehország                                         | 2,34 SB    | Alekszandr Susztov · Oroszország                                      | 2,34 PB  |
| Rúdugrás        | Renaud Lavillenie · Franciaország                                  | 6,03 WL NR CR | Jérôme Clavier · Franciaország                                     | 5,76       | Malte Mohr · Németország                                              | 5,71     |
| Távolugrás      | Sebastian Bayer · Németország                                      | 8,16 SB       | Kafétien Gomis · Franciaország                                     | 8,03 SB    | Morten Jensen · Dánia                                                 | 8,00 SB  |
| Hármasugrás     | Teddy Tamgho · Franciaország                                       | 17,92 WR      | Fabrizio Donato · Olaszország                                      | 17,73 NR   | Marian Oprea · Románia                                                | 17,62 SB |
| Súlylökés       | Ralf Bartels · Németország                                         | 21,16 EL      | David Storl · Németország                                          | 20,75 SB   | Makszim Szidorov · Oroszország                                        | 20,55    |
| Hétpróba        | Andrej Kravcsanka · Fehéroroszország                               | 6282 EL NR    | Nadir El Fassi · Franciaország                                     | 6237 PB    | Roman Šebrle · Csehország                                             | 6178 SB  |

### Női
| Versenyszám     | Arany                                                                            | Arany       | Ezüst                                                                    | Ezüst        | Bronz                                                                    | Bronz    |
| --------------- | -------------------------------------------------------------------------------- | ----------- | ------------------------------------------------------------------------ | ------------ | ------------------------------------------------------------------------ | -------- |
| 60 m            | Oleszja Povh · Ukrajna                                                           | 7,13 =EL    | Marija Rjemjeny · Ukrajna                                                | 7,15 =PB     | Ezinne Okparaebo · Norvégia                                              | 7,20     |
| 400 m           | Denisa Rosolová · Csehország                                                     | 51,73 PB    | Oleszja Krasznomovec · Oroszország                                       | 51,80        | Kszenyija Zadorina · Oroszország                                         | 52,03    |
| 800 m*          | Jennifer Meadows · Nagy-Britannia                                                | 2:00,50     | Linda Marguet · Franciaország                                            | 2:01,61      | Marilyn Okoro · Nagy-Britannia                                           | 2:02,46  |
| 1500 m          | Jelena Arzsakova · Oroszország                                                   | 4:13,78     | Nuria Fernández · Spanyolország                                          | 4:14,04      | Jekatyerina Martinova · Oroszország                                      | 4:14,16  |
| 3000 m          | Helen Clitheroe · Nagy-Britannia                                                 | 8:56,66     | Lidia Chojecka · Lengyelország                                           | 8:58,30      | Layes Abdullayeva · Azerbajdzsán                                         | 9:00,37  |
| 60 m gát        | Carolin Nytra · Németország                                                      | 7,80 EL     | Tiffany Ofili · Nagy-Britannia                                           | 7,80 NR, =EL | Christina Vukicevic · Norvégia                                           | 7,83 NR  |
| 4 × 400 m váltó | RUS · Kszenyija Zadorina · Kszenyija Vdovina · Jelena Migunova · Oleszja Forseva | 3:29,34     | GBR · Kelly Sotherton · Lee McConnell · Marilyn Okoro · Jennifer Meadows | 3:31,36      | FRA · Muriel Hurtis-Houairi · Laetitia Denis · Marie Gayot · Floria Guei | 3:32,16  |
| Magasugrás      | Antonietta Di Martino · Olaszország                                              | 2,01        | Ruth Beitia · Spanyolország                                              | 1,96 SB      | Ebba Jungmark · Svédország                                               | 1,96 PB  |
| Rúdugrás        | Anna Rogowska · Lengyelország                                                    | 4,85 NR =EL | Silke Spiegelburg · Németország                                          | 4,75         | Kristina Gadschiew · Németország                                         | 4,65     |
| Távolugrás      | Darja Ivanovna Klisina · Oroszország                                             | 6,80        | Naide Gomes · Portugália                                                 | 6,79 SB      | Julija Pidluzsnaja · Oroszország                                         | 6,75 PB  |
| Hármasugrás     | Simona La Mantia · Olaszország                                                   | 14,60 WL PB | Oleszja Zabara · Oroszország                                             | 14,45 SB     | Dana Veldáková · Szlovákia                                               | 14,39 SB |
| Súlylökés       | Anna Avgyejeva · Oroszország                                                     | 18,70 SB    | Christina Schwanitz · Németország                                        | 18,65        | Josephine Terlecki · Németország                                         | 18,09 PB |
| Ötpróba         | Antoinette Nana Djimou Ida · Franciaország                                       | 4723 WL, NR | Austra Skujyte · Litvánia                                                | 4706 SB      | Remona Fransen · Hollandia                                               | 4665 PB  |

* Az eredetileg aranyérmes orosz Jevgenyija Zinurova és bronzérmes orosz Julija Ruszanova eredményeit doppingvétségek miatt később törölték.